# Si te dicen que caí
Pour plus de détails, voir Fiche technique et Distribution.
Si te dicen que caí (français : Si on te dit que je suis tombé) est un film espagnol réalisé par Vicente Aranda, sorti en 1989.

## Synopsis
À la fin de la guerre d'Espagne, les enfants catalans se réunissent en cercle au milieu des ruines pour les aventis, des histoires mêlant réalité et ficiton. Le film raconte quatre histoires situées respectivement en 1970, en 1940, en 1936 et au milieu des années 1980.

## Fiche technique
- Titre : Si te dicen que caí
- Réalisation : Vicente Aranda
- Scénario : Vicente Aranda d'après le roman de Juan Marsé
- Musique : José Nieto
- Photographie : Juan Amorós
- Montage : Teresa Font
- Société de production : Ideas y Producciones Cinematográficas et Televisió de Catalunya
- Pays :  Espagne
- Genre : Drame, romance, historique et guerre
- Durée : 120 minutes
- Dates de sortie : 
  -  Espagne : 19 septembre 1989

## Distribution
- Victoria Abril : Ramona / Menchu / Aurora Nin
- Jorge Sanz : Java
- Antonio Banderas : Marcos
- Javier Gurruchaga : Conrado - M. Galán
- Guillermo Montesinos : Fusam
- Joan Miralles : Nadal
- Ferran Rañé : Taylor
- Lluís Homar : Palau
- Carlos Tristancho : Sendra
- Juan Diego Botto : Sarnita
- María Botto : Fueguiña
- Luis Giralte : Luis
- Marc Barahoma : Mingo
- Ariadna Navarro : Juanita
- Cesáreo Estébanez : Ñito
- Montserrat Salvador : Mme. Galán
- Mercè Sans : Paulina
- José Cerro : Justiniano
- Pep Cruz : Luis Lage

## Distinctions
Le film a été nommé huit fois aux prix Goya et a remporté le prix du meilleur acteur pour Jorge Sanz.